# Балтинава
Балтинава (на латвийски: Baltinava) е село в Източна Латвия, регион Латгале, район Балви.
Административен център на община Балтинава. Населението на селото през 2007 година е 721 души, а през 2015 година е 485 души.